# Gréez-sur-Roc
Gréez-sur-Roc är en kommun i departementet Sarthe i regionen Pays de la Loire i nordvästra Frankrike. Kommunen ligger i kantonen Montmirail som tillhör arrondissementet Mamers. År 2022 hade Gréez-sur-Roc 339 invånare.

## Befolkningsutveckling
Antalet invånare i kommunen Gréez-sur-Roc
| Referens: INSEE |